# Дріно
Дріно або Дрінос (алб. Drino, грец. Δρίνος) — річка в південній Албанії та північно-західній Греції, притока Аоос. Витік знаходиться в північно-західній частині регіону Яніна, поблизу села Дельвінакі. 
Довжина Дріно 84,6 км. Річка спочатку тече на південний захід, а потім на північний захід і перетинає албанський кордон біля міста Ктісмати. Далі вона рухається на північний захід через Гірокастер і впадає у Аоос біля Тепелєне.
Вся довжина річки Дріно є національним парком, яки перебуває під охороною.
У річки Дріно багато приток, найбільші з яких:
- ліві: Ксерія (алб. Lumi i Kserjes), Мейне, Беліца (Кардики, алб.  Lumi i Kardhiqit)
- праві: Суха (алб. Lumi i Suhës), Німіса

На лівому березі знаходяться села Ергуцаті (алб. Jergucat), Теріхаті (алб. Terihat), Дервічані (алб. Derviçan) та місто Гірокастра. На правому березі долини Дріно в горах знаходяться руїни античного міста Антігонія.

## Назва
Албанська назва річки — Дріно, а грецька — Δρίνος (Дрінос). Назва річки містить корінь Drin-, який має іллірійське походження і зустрічається в назвах інших річок Албанії.